# Bill Skarsgård
Pour les articles homonymes, voir Skarsgård.

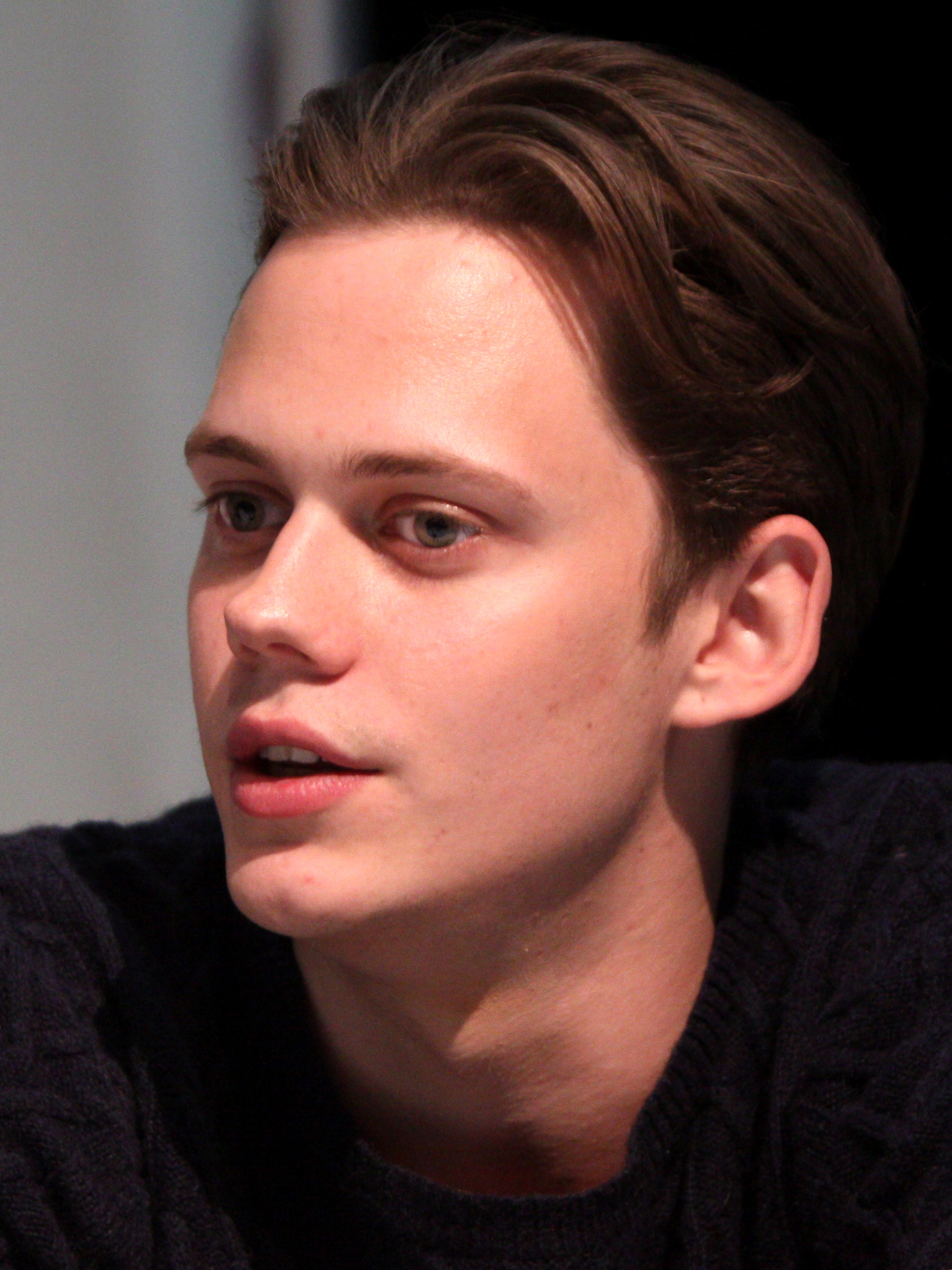
Bill Skarsgård en 2013.

Bill Skarsgård est un acteur et un producteur délégué suédois, né le 9 août 1990 à Stockholm.

## Biographie

### Jeunesse
Bill Istvan Günther Skarsgård naît le 9 août 1990 dans le quartier de Vällingby, à Stockholm. Il est le fils de l'acteur Stellan Skarsgård et de My Skarsgård, et le frère d'Alexander, Gustaf, Valter (tous les trois acteurs), Sam, Eija et demi-frère d'Ossian et Kolbjørn. Il grandit dans un environnement artistique qui l’encourage à explorer le monde du cinéma. 

### Carrière
Bill Skarsgård a commencé sa carrière d'acteur en Suède, apparaissant dans des productions locales avant de se faire remarquer à l'international. Issu d'une famille d'acteurs renommés, il a su se forger une identité artistique propre, marquant les esprits par ses performances intenses.
Il débute sa carrière d’acteur dans le film a suspense Järngänget (2000) de Jon Lindström. Ensuite on le voit dans les films Arn, chevalier du Temple (2007) de Peter Flinth, Kenny Begins (2009) de Mats Lindberg et Carl Åstrand. Il fait ensuite un tour du côté de la télévision avec la série Arn en 2010.
En 2010, Bill Skarsgård obtient le rôle principal du film Simple Simon pour lequel il est nommé pour un Prix Guldbagge. Dans ce film, l’acteur incarne Simon, un jeune homme souffrant du syndrôme d’Asperger. La carrière du beau Bill décolle en 2013 avec un premier rôle dans la série d’épouvante horreur Hemlock Grove. Il y tient le rôle de Roman Godfrey depuis 3 saisons aux côtés de Famke Janssen. Le Suédois fait ses premiers pas à Hollywood en 2015 en décrochant le rôle de Matthew dans le blockbuster d’action pour ados Divergente 3 : Au-delà du mur.
En 2017, il incarne le clown Grippe-Sou / Pennywise dans les adaptations cinématographiques Ça (du roman de Stephen King), sorti en 2017, et Ça : Chapitre 2, sorti en 2019.  
Bill s’est fait une spécialité des rôles sinistres mais marquants, à l’instar de celui du sociopathe aristo de John Wick : Chapitre 4 (2024) du revenant vengeur dans le reboot de The Crow (2024), ainsi que Nosferatu (2024) dans lequel il incarne le célèbre vampire, aux côtés de Lily-Rose Depp et Willem Dafoe. 
Puis, il incarne un voleur pris au piège dans une voiture ultra connectée dans le thriller intense, Piégé (Locked) au coté de Anthony Hopkins, légende du cinéma. Il reprendra le rôle de « Ça » pour la série télévisée préquelle aux films, Welcome to Derry, qui sortira en 2025 sur HBO Max. 

## Filmographie

### Cinéma
- 2000 : White Water Fury (en) (Järngänget) } de Jon Lindström (sv) : Klasse
- 2007 : Spending The Night (sv) : Victor
- 2008 : Pigan Brinner ! : Tonårs-Nosferatu
- 2009 : Arn, Chevalier du Temple (Arn, Tempelriddaren) : Le fils de Knut
- 2009 : Kenny Begins (en) de Mats Lindberg et Carl Åstrand (sv) : Pontus
- 2010 : Behind Blue Skies (en) (Himlen är oskyldigt blå) de Hannes Holm : Martin
- 2010 : Simple Simon (I rymden finns inga känslor) d'Andreas Öhman : Simon
- 2011 : Simon et les chênes (en) (Simon och Ekarna) de Lisa Ohlin : Simon Larsson
- 2011 : The Crown Jewels (Kronjuvelerna) d'Ella Lemhagen : Richard Persson
- 2012 : Anna Karénine (Anna Karenina) de Joe Wright : Makhotin
- 2013 : Victoria (en) de Torun Lian (en) : Otto
- 2016 : Divergente 3 : Au-delà du mur (The Divergent Series : Allegiant) de Robert Schwentke : Matthew
- 2017 : Atomic Blonde de David Leitch : Merkel
- 2017 : Ça (It) d'Andrés Muschietti : Ça / Grippe-Sou
- 2017 : Battlecreek (en) d'Alison Eastwood : Henry
- 2018 : Emperor de Lee Tamahori : Philippe II
- 2018 : Deadpool 2 de David Leitch : Zeitgeist
- 2018 : Assassination Nation de Sam Levinson : Mark
- 2019 : Ça : Chapitre 2 (It : Chapter Two) d'Andrés Muschietti : Ça / Grippe-Sou
- 2019 : Villains de Dan Berk et Robert Olsen : Mickey
- 2020 : Le Diable, tout le temps (The Devil All The Time) d'Antonio Campos : Willard Russell
- 2020 : A Naked Singularity (en) de Chase Palmer
- 2020 : Nine Days (en) d'Edson Odan : Kane
- 2021 : Les Éternels (Eternals) de Chloé Zhao : Kro (voix)
- 2022 : Barbare (Barbarian) de Zach Cregger : Keith
- 2023 : John Wick : Chapitre 4 de Chad Stahelski : Marquis de Gramont
- 2023 : Boy Kills World de Moritz Mohr : Boy
- 2024 : The Crow de Rupert Sanders : Eric Draven / The Crow
- 2024 : Nosferatu de Robert Eggers : le comte Orlok
- 2025 : Piégé (Locked) de David Yarovesky : Eddie Barrish
- 2025 : Emperor de Lee Tamahori : Philippe II d'Espagne

### Télévision

#### Séries télévisées
- 2010 : Arn : Erik
- 2013-2015 : Hemlock Grove : Roman Godfrey
- 2018-2019 : Castle Rock : le gosse / L'Ange
- 2020 : Soulmates (en) : Mateo
- 2022 : Clark (mini-série) : Clark Olofsson
- 2025 : Ça : Bienvenue à Derry (It: Welcome to Derry) : Ça / Grippe-Sou (également producteur)

## Voix francophones
En France, Bill Skarsgård n'a pas de voix régulière. Cependant Antoine Schoumsky et Gauthier Battoue l'ont doublés à trois reprises chacuns.
En France
| - Antoine Schoumsky dans : - Ça - Ça : Chapitre 2 - Barbare - Gauthier Battoue dans : - John Wick : Chapitre 4 - The Crow - Piégé Et aussi - Paolo Domingo dans Hemlock Grove (série télévisée) - Théo Frilet dans Divergente 3 : Au-delà du mur - Alexis Gilot dans Atomic Blonde - Matthieu Sampeur dans Castle Rock (série télévisée) | - Augustin Bonhomme dans Deadpool 2 - Alexandre Crépet (Belgique) dans Assassination Nation - Grégory Quidel dans Le Diable, tout le temps - Pascal Germain dans Les Éternels (voix) - Fabrice Fara dans Naked Singularity (en) - Marc Arnaud dans Clark (mini-série) - Sacha Petronijevic dans Nosferatu |

Au Québec
| - Kevin Houle dans : - La Série Divergence : Allégeance - Blonde Atomique - Deadpool 2 - John Wick : Chapitre 4 | - Thiéry Dubé dans : - ÇA - ÇA : Chapitre Deux Et aussi - Nicholas Savard L'Herbier dans Hemlock Grove (série télévisée) - Adrien Bletton dans Éternels (voix) |